# BEMS
BEMS（ベムス）とは「Building Energy Management System」の略で、ビルエネルギー管理システムのことを指す。

## 概要
ビルの機器・設備等の運転管理によってエネルギー消費量の削減を図るためのシステムのことである。
類義語にBEEMS（Building Environment and Energy Management System）やHEMS（Home Energy Management system）がある。
BEMSを構成する古典的な技術としては、Modbus、Lonworks、BACnetなどがある。また、次世代型の（クラウド的な）BEMSを構成する標準技術としてIEEE1888がある。
建物の設計段階での環境配慮がCASBEEならば、BEMSは運用面での配慮を目指すものである。室内環境を人感センサーや自動調光などで自動管理する場合や、機器設備・配管等の温度・流量・圧力などのデータを収集して、運転管理者に対して評価を表示させるなど様々なシステムが存在する。

## 現状
系統別に多くの計測器を設置しなければならない、サーバにつなぐための工事も必要など、初期投資コストが高い。また、専門家による分析が必要な場合、ランニングコストもかかるが、各計測値を分析し、各設備を最適に制御することで、必要以上のエネルギーを省くことができた場合の維持費用削減のメリットは大きいものがある。

## BEMSアグリゲータ
BEMSアグリゲータとは、経済産業省の補助事業「エネルギー管理システム導入促進事業」において、中小ビル等にBEMSを導入するとともに、クラウド等によって自ら集中管理システムを設置し、中小ビル等の省エネを管理・支援する事業者のことをいう。
2013年9月に、本補助事業の予算が東日本大震災の復興予算を流用したものであることが報道され、事業が打ち切られることとなった。詳しくは、記事「BEMSアグリゲータ」を参照のこと。

## 参考情報・資料
- HEMSとは,BEMSとは,FEMSとは,CEMSとは（東京コスモス電機ワイヤレス事業部 - TOCOS-WIRELESS.COM）

## 関連
- 省エネルギー
- 見える化
- BEMSアグリゲータ
- HEMS（家庭内エネルギー管理システム）